# بيتر فرنسيس بيترز
بيتر فرنسيس بيترز (بالهولندية: Pieter Franciscus Peters jr.)‏ هو رسام هولندي، ولد في 7 يونيو 1818 في نايميخن في هولندا، وتوفي في 23 فبراير 1903 في شتوتغارت في ألمانيا.

## معرض صور

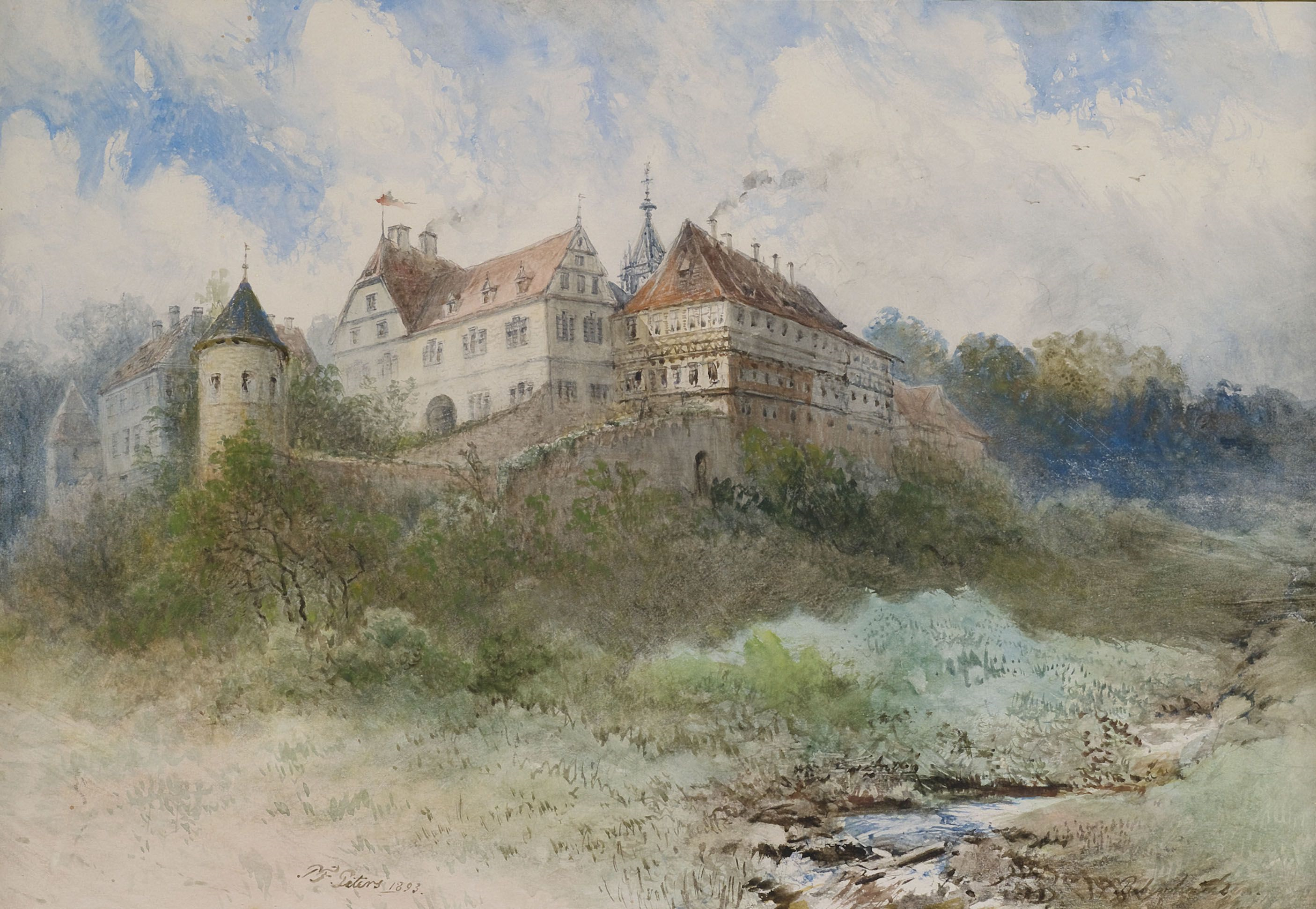
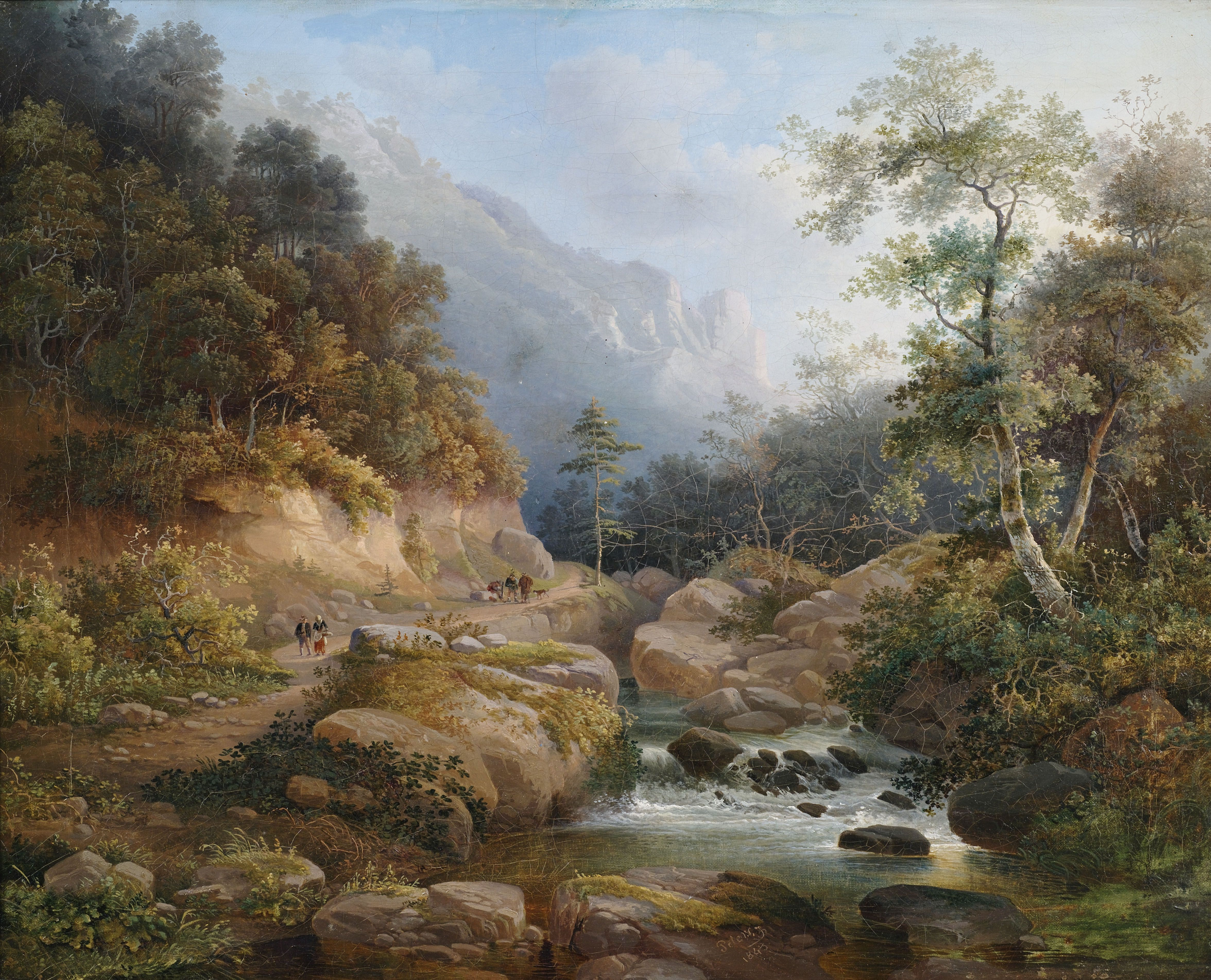
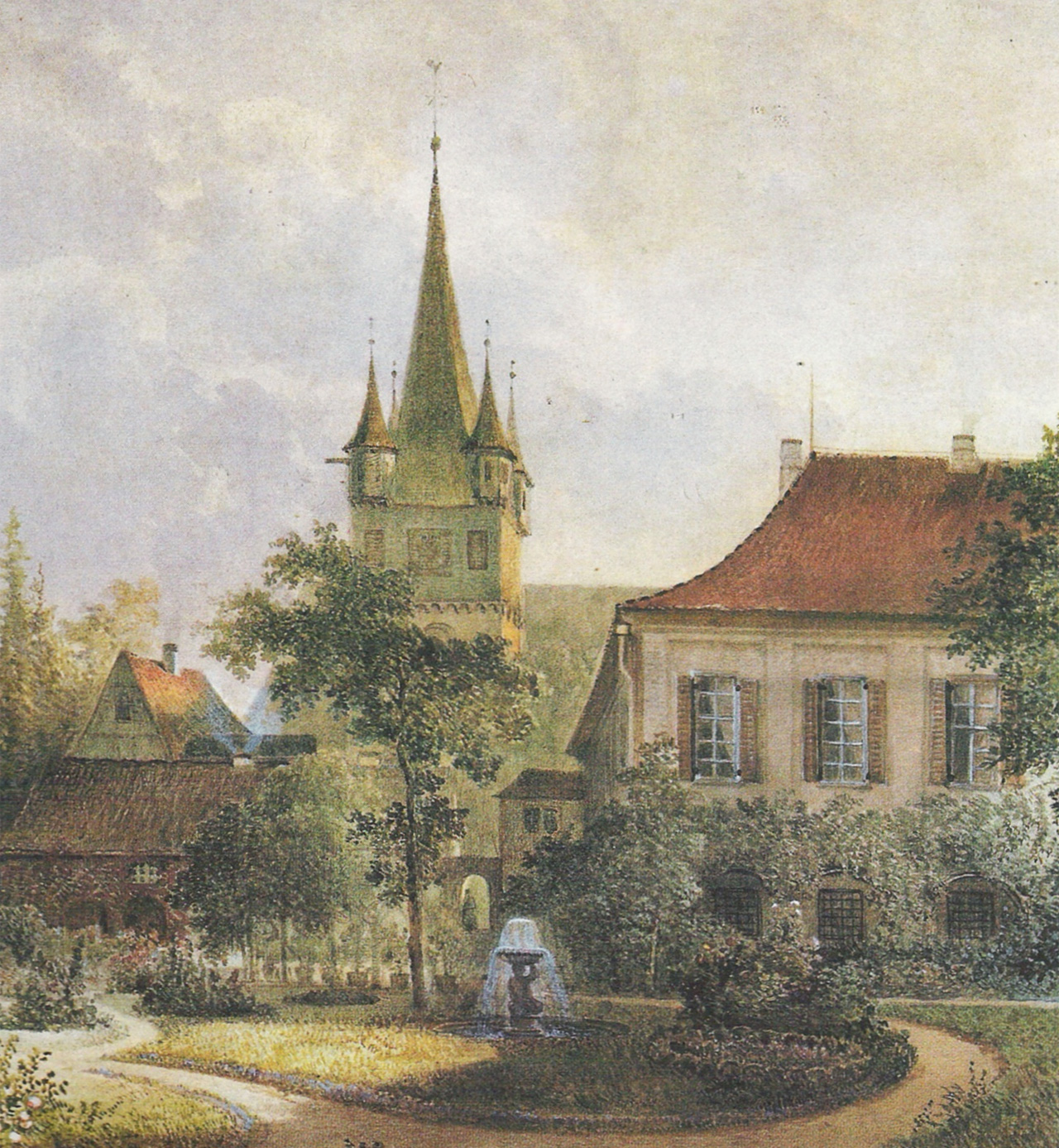
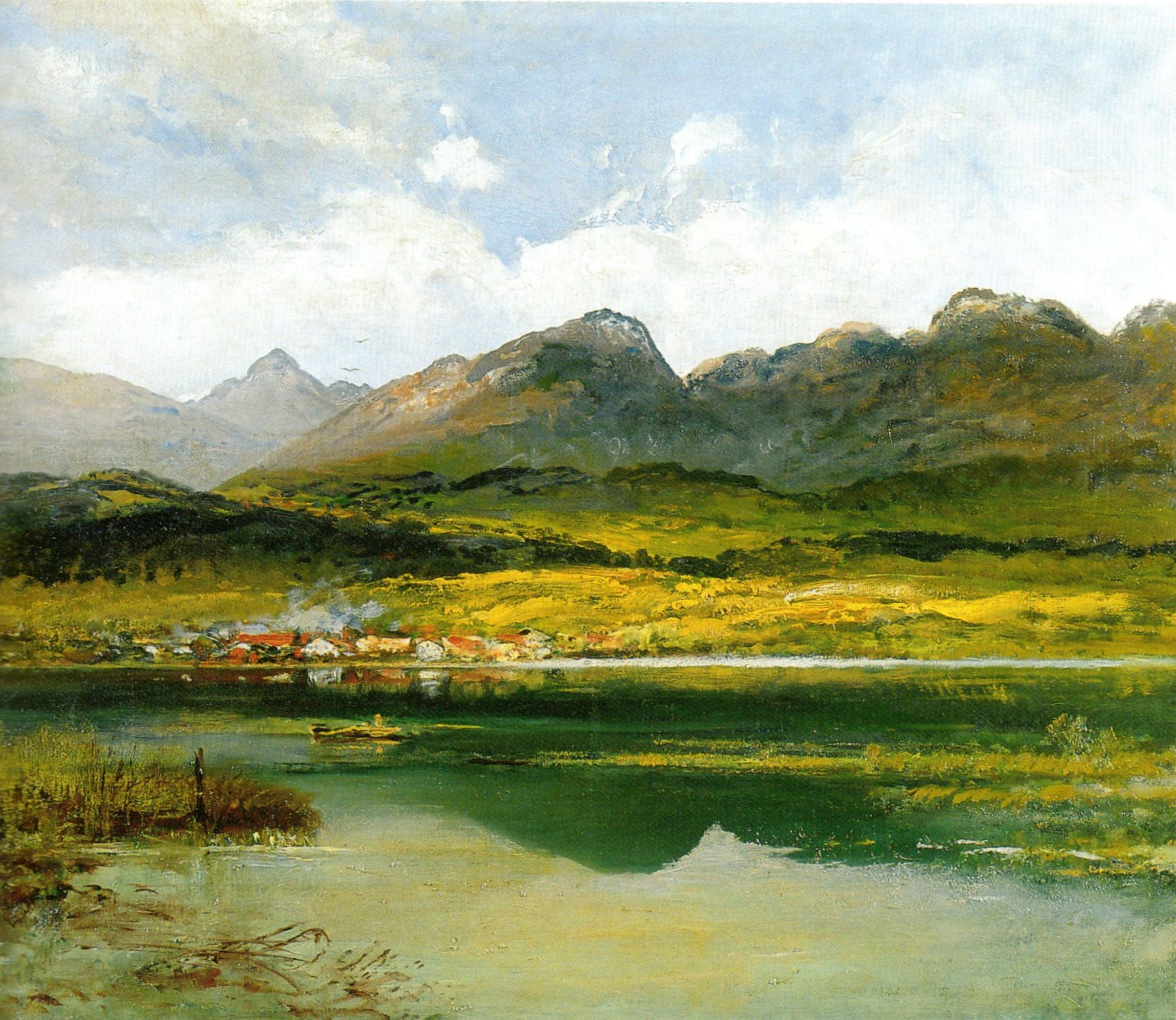